# Joel Teitelbaum
Joel Teitelbaum (hebr. יואל טייטלבוים, ur. 18 stycznia 1887 w Syhocie Marmaroskim, zm. 19 sierpnia 1979 w Nowym Jorku) – ultraortodoksyjny rabin znany z radykalnego antysyjonizmu, autor dzieł Diwrej Joel i Wajoel Mosze oraz założyciel chasydzkiej dynastii Satmar.

## Życiorys
Urodził się 18 stycznia (13 stycznia według Edgara Glucka) 1887 w Syhocie na Węgrzech jako najmłodsze dziecko rabina Haniny Jom Tow Lipy Teitelbauma, prawnuka Mosze Teitelbauma i ucznia Jakuba Izaaka Horowica, oraz jego żony Chany Aszkenazi. W 1904 otrzymał ordynację rabinacką. Niedługo potem ożenił się z Chawą Horowic, z którą miał troje dzieci – Esterę (zm. 1921), Rachelę (zm. 1931) i Rojzele (zm. 1953). W tym samym roku zmarł jego ojciec. Rok później przeniósł się do miejscowości Satu Mare (jid. Satmar) w Rumunii, gdzie w 1934 objął stanowisko naczelnego rabina. Piastował również stanowisko naczelnego rabina Carei. W 1937 r. został mianowany do komitetu zarządzającego 150 tysiącami wierzących Żydów, co sprawiło, że stał się rozpoznawalną postacią w środowiskach ultraortodoksyjnych. Po śmierci pierwszej żony w 1936 ożenił się ponownie rok później z córką rabina Awigdora Szapiro, Altą Fajgą.
Pasmo sukcesów kariery Teitelbauma przerwał rok 1938. Wówczas w życie weszły antyżydowskie dekrety, w tym dekret o przesiedlaniu Żydów w przypadku nieudowodnienia przez nich posiadanego obywatelstwa. Teitelbaum zdecydował się na wyjazd do Czechosłowacji, pozostawiając pomimo ich nalegań swoich zwolenników. Po czasie kryzysu spowodowanego rządami Octaviana Gogi wrócił do Satu Mare. W czasie niebezpieczeństwa nadchodzącej wojny nakazał swoim zwolennikom pokutę oraz przestrzeganie micw, sprzeciwiając się czynnej walce.
Mimo niechęci Teitelbauma do organizacji Agudat Israel, zdecydował się on na współpracę z nią, odrzucając jednak inicjatywę współdziałania z Ha-Mizrachi ze względu na jej syjonistyczny charakter. Konsekwentnie nie przyjmował propozycji dotyczących ukrywania się i ucieczki w czasie trwania wojny; odmówił nawet wówczas, gdy w marcu 1944 roku grupa chasydów z Oradei zorganizowała dla niego pomoc w przekroczeniu granicy. Teitelbaum starał się jednak zarówno o wizę do Stanów Zjednoczonych jak i do Palestyny, jednak żadnej mu nie przyznano.
19 marca 1944 niemieccy naziści zaczęli realizować plan Adolfa Eichmanna dotyczący realizacji „ostatecznego rozwiązania kwestii żydowskiej”, co miało swe skutki także w społeczności żydowskiej Satu Mare. 27 kwietnia ogłosili oni, że mieszkańcy tej miejscowości mają trzy dni na przeniesienie się do getta, co spowodowało kolejne próby ratowania Teitelbauma przez jego zwolenników. Chciano przenieść go do miejscowości Kluż-Napoka. Jedną z prób ratunku, która miała miejsce 3 maja 1944, było przekupienie oficera i przewiezienie rabina razem z najbliższymi karetką pogotowia do granicy rumuńskiej. Plan się nie powiódł, gdyż karetka została zatrzymana przez węgierskie władze, a jej pasażerowie wysłani do getta. Niedługo po osadzeniu rabina w getcie rozpoczęły się z niego transporty do obozu koncentracyjnego Auschwitz-Birkenau.
Fulop von Freundinger, przewodniczący społeczności żydowskiej w Budapeszcie, przekupił oficera SS Dietera Wislicenego, dzięki czemu z getta uwolniono 80 rabinów, w tym Teitelbauma oraz czołowych działaczy. Dzięki łapówce Freundingera wszyscy z nich pojawili się na liście pasażerów tzw. pociągu Kastnera wyruszającego 30 czerwca 1944 z Węgier do Szwajcarii. Wkrótce pociąg został zatrzymany i skierowany do obozu Bergen-Belsen, z którego Teitelbaum został uwolniony w grudniu.
Po dotarciu pociągu do Szwajcarii pasażerowie zostali przyjęci przez władze kraju, które nadały im status uchodźców. Teitelbaum zdołał utrzymać swoją opinię cadyka. W czasach powojennych ponownie zaczął otrzymywać kwitle, czyli listy zawierające posiadane imię hebrajskie wraz z imieniem matki z prośbą o błogosławieństwo.
W czasach powojennych, będąc w Szwajcarii, Teitelbaum zaangażował się w pomoc Żydom. Chciał pozyskać fundusze na stworzenie domu dziecka, jednak konsekwentnie odmawiał współpracy nieultraortodoksyjnym organizacjom, przez co nie udało się zrealizować jego idei.
Teitelbaum nie powrócił do swojej społeczności w Satu Mare. Po zakończeniu swojego pobytu w Szwajcarii zdecydował się na osiedlenie się w Jerozolimie, jednak nie znajdując tam wielu zwolenników wyjechał po roku do Stanów Zjednoczonych, gdzie zamieszkał w Williamsburgu. W 1947 utworzył tam pierwszą społeczność chasydów Satmar nazwaną Jetew Lew. Pragnął, by jego zwolennicy żyli w odosobnieniu od nowoczesnego świata. Z tego powodu wykupił ziemię w Monroe w Nowym Jorku, gdzie założył Kirjas Joel (Miasto Joela) z obowiązującym tam użyciem języka jidysz.
W wieku 87 lat Teitelbaum przeżył udar mózgu, po którym już nigdy nie doszedł do pełni zdrowia. Został częściowo sparaliżowany. 19 sierpnia 1979, z powodu złego stanu zdrowia, został przewieziony do szpitala Mount Sinai w Nowym Jorku, gdzie zmarł na zawał serca. Został pochowany na cmentarzu w Kirjas Joel. Z powodu braku męskiego potomka następnym przywódcą chasydów Satmar został jego bratanek, Mosze.